# VCenter
vCenter Server とはVMware用の集中管理ユーティリティで、物理マシン、仮想マシン、複数のESXiホスト、およびそれらに依存する全てのコンポーネントを単一の集中管理されたコンソールから管理するためのソフトウェア。
vCenter Server の機能である VMWare vMotion や svMotion を利用するには、vCenter と ESXiホストを使用する必要がある。

## vMotion（ライブマイグレーション）
ESXのライブマイグレーション（別名 vMotion）により、サーバを停止させずに2つの異なる仮想マシンのホスト間を移行できる。結果的に、1つの共有ストレージ上にある仮想マシンを2つのサーバー間で稼働させたまま移動することが出来る。ただしvMotionを実行させるには共有ストレージが動いていることが前提である。

## svMotion（ストレージvMotion）
これに対して、ストレージvMotion（別名 svMotion）は、共有ストレージが停止している状態でも、ミラードライブを使用して仮想HDDやホームディレクトリを、移動元から移動先に移行できる機能。